# Reincidência
Reincidência (voltar a incidir) é um conceito jurídico, aplicado ao direito penal, que significa voltar a praticar um delito havendo sido anteriormente condenado por outro (de igual natureza ou não).
A reincidência é circunstância que, via de regra, serve em geral, para o aumento da pena.

## No Brasil
Ocorre a reincidência quando o agente, após ter sido condenado definitivamente por outro crime, comete novo delito, desde que não tenha transcorrido o prazo de cinco anos entre a data do cumprimento ou extinção da pena e a prática da nova infração. É uma agravante que visa punir com mais severidade aquele que, uma vez condenado, volta a delinquir, demonstrando que a sanção aplicada não foi suficiente para intimidá-lo ou recuperá-lo.
Existem três espécies de reincidência: a real, que é computada apenas quando o agente já cumpriu integralmente a pena pelo crime anterior; a ficta, adotada pela legislação brasileira, que existe apenas com a ocorrência da condenação anterior; e a específica, quando o delito anterior e posterior integra os crimes citados no art. 83, V, do CP, quais sejam, crime hediondo, prática de tortura, tráfico ilícito de entorpecentes e drogas, e terrorismo.
Dentre os vários efeitos da reincidência, destacam-se os seguintes: agravamento da pena; aumento do prazo para concessão do livramento condicional; impedimento da substituição da pena privativa de liberdade por restritiva de direitos e da concessão do sursis, quando de tratar de crimes dolosos; interrupção do prazo da prescrição.

### Dados estatísticos
Em pesquisa conduzida pelo IPEA em 2015, constatou-se que 24,4% dos apenas são reincidentes. Destes a maioria, 53,7% eram brancos e 58,5% possuíam ensino fundamental incompleto.

## Rescindir e reincidir: parônimos
Os verbos rescindir e reincidir são escritos de forma parecida e são pronunciados de forma parecida, mas os seus significados são diferentes: são palavras parônimas.
Existem diversos parônimos na língua portuguesa:
- descrição e discrição;
- cumprimento e comprimento;
- eminente e iminente;
- esperto e experto;
- precedente e procedente;
- afilhado e afiliado;
- precursor e precursor;
- discriminar e descriminar;
- tráfico e tráfego;
- flagrante e fragrante;
- inflação e infração;
- lactante e lactente;
- apóstrofo e apóstrofe;
- absolver e absorver;
- cavaleiro e cavalheiro;
- infestar e enfestar;
- degredado e degradado;
- suster e sustar;
- instalar e estalar;
- vultoso e vultuoso;
- cutícula, cutícola e cotícula;
- deferir e diferir;
- eminente e iminente;
- usuário e usurário;
- súdito e súbito;
- protestar e pretextar;
- prenome e pronome;
- arteriosclerose e aterosclerose;
- renegar e relegar;
- retificar e ratificar;
- despercebido e desapercebido;
- providência e previdência;
- preposição e proposição;
- passível e possível;
- fuzil e fusível;
- mandado e mandato;